# محمد محقق
محمد محقق (متولد ۱۳۳۴ خورشیدی، در ولسوالی چارکنت ولایت بلخ) سیاست‌مدار  افغان از قوم هزاره مشاور ارشد ریاست جمهوری در امور امنیتی و سیاسی این کشور است. وی از چهره‌های شناخته شده رهبران جهادی افغانستان در طول جنگ شوروی در افغانستان و یکی از رهبران حزب وحدت اسلامی افغانستان بود که در آن دوران رهبری مجاهدین شیعه‌مذهب را رهبری می‌کردند.

## زندگی‌نامه
محمد محقق فرزند حاجی سرور متولد ۱۳۳۴ از روستای سفید چشمه از توابع ولسوالی چارکنت ولایت بلخ افغانستان است. وی تحصیلات ابتدایی و متوسطه خود را محل تولدش به اتمام رساند و برای گذراندن تحصیلات حوزوی، وارد حوزه علمیه مزار شریف شد و به یادگیری علوم اسلامی پرداخت. محمد محقق ۴ همسر، ۲۳ فرزند و ۲۴ نوه دارد. 

محمد باقر محقق فرزند ارشد او در تاریخ ۲۰ دلو ۱۳۹۸ توسط برادرش محمد حسین محقق طی یک درگیری کشته شده است.

### فعالیت سیاسی
محقق پس از کودتای ۷ ثور/اردیبهشت ۱۳۵۷ وارد کارزار سیاسی شد و به همراه برخی از همفکرانش در بهار ۱۳۵۸ سازمان نصر افغانستان را تأسیس و دست به قیام مسلحانه علیه حکومت وقت زدند. در ۲۴ سرطان/تیر ۱۳۶۸ با همکاری برخی چهره‌های مطرح منجمله عبدالعلی مزاری، کریم خلیلی، استاد محمد اکبری، قربان علی عرفانی، محمدآصف محسنی در یک ائتلافی که متشکل از ۸ حزب و تنظیم‌های دیگر بود، حزب وحدت اسلامی افغانستان را تشکیل دادند. محمد محقق پس از تأسیس حزب وحدت اسلامی افغانستان به عنوان مسئول عمومی صفحات شمال این حزب تعیین شد. در سال ۱۳۷۰ محمد محقق در همکاری با عبدالرشید دوستم، جنرال سید حسام الدین حقبین، جنرال مؤمن و سایر مجاهدین دیگر زمینه‌های سقوط حکومت محمد نجیب‌الله را هموار کردند. در سال ۱۳۷۱ و پس از سقوط حکومت نجیب‌الله محمد محقق علاوه بر مسئولیت سیاسی زون شمال حزب وحدت اسلامی افغانستان، وظیفه معاونت شورای عالی صفحات شمال را نیز بر عهده داشت. پس از کشته شدن عبدالعلی مزاری در سال ۱۳۷۳ و افزایش قدرت روزافزون طالبان به همراه دولت اسلامی افغانستان به رهبری احمد شاه مسعود، ائتلاف شمال را تشکیل داده و وارد جنگ علیه طالبان شدند. در سال ۱۳۷۶ محقق به عنوان وزیر داخله افغانستان در دولت برهان‌الدین ربانی تعیین شد.

#### پس از سقوط طالبان
پس از سقوط طالبان در سال ۲۰۰۱ محمد محقق به عنوان معاون شورای عالی رهبری شمال و سخنگوی آن شورا تعیین گردید. در کنفرانس بن و گردهمایی بزرگ اضطراری، محقق به عنوان معاون اداره موقت و وزیر برنامه‌ریزی کشور تعیین گردید. در سال ۱۳۸۳ و پس از صدور فرمان قانون احزاب، وی شاخه نظامی حزب وحدت اسلامی را منحل و تحت پروسه دی.دی. آر تسلیحات این حزب را واگذار کرد. وی در ۱۹ حوت ۱۳۸۳ در اعتراض به تبعیض و بی عدالتی، کابینه را ترک کرد و از حکومت حامد کرزی اخراج شد.

#### انتخابات ریاست جمهوری ۱۳۸۳
محمد محقق در انتخابات ریاست جمهوری ۱۳۸۳ در انتخابات ریاست جمهوری شرکت کرد و توانست ۱۱٫۷ درصد آراء کل را کسب کند. معاونین وی در این انتخابات نصیر احمد انصاف و عبدالفیاض مهرآیین بودند.

### انتخابات مجلس نمایندگان ۸۴ و ۸۹
محمد محقق در دو دوره پانزدهم و شانزدهم مجلس نمایندگان به نمایندگی مردم کابل توانست به پارلمان راه یابد. وی در دوره شانزدهم به دلیل حضور در تیم انتخاباتی عبدالله عبدالله از نمایندگی پارلمان استعفا داد.

#### انتخابات ریاست جمهوری ۱۳۹۳
وی در انتخابات ریاست جمهوری سال ۱۳۹۳ همراه با عبدالله عبدالله و محمد خان دسته انتخاباتی اصلاحات و همگرایی را تشکیل داد و توانست در دور اول انتخابات حدود ۴۵ درصد آرا را کسب کند. در دور دوم با توجه به تقلب‌های فراوان و تعیین نشدن رئیس‌جمهور از طریق آراء مردمی، طبق توافق‌نامه دولت وحدت ملی تشکیل و به سمت معاونت دومی ریاست اجرایی کشور تعیین شد.

## حزب وحدت اسلامی مردم افغانستان
اختلافات محقق با محمدکریم خلیلی باعث شد تا محقق از این حزب انشعاب کرده و حزب وحدت اسلامی مردم افغانستان را بنیان‌گذاری کند.

## جنبش روشنایی
محقق یکی از رهبرانی بود که در ابتدا به مخالفت از تغییر مسیر برق توتاپ از مسیر بامیان به مسیر سالنگ اعتراض کرد. وی اقدام دولت مبنی بر تغییر غیر موجه خط برق ۵۰۰ کیلو ولتی ترکمنستان که به توتاپ شناخته می‌شود را نوعی تبعیض علیه مردمان مرکزی افغانستان که اکثراً از قوم هزاره هستند قلمداد کرد.پس از آنکه اشرف غنی تفاهمنامه‌ای که ۳۰۰ مگاوات برق را از خط برق دوشی به بامیان انتقال می‌داد از جنبش روشنایی فاصله گرفت و پروژه جدید انتقال برق را حمایت کرد.

## واکنش‌ها به صحبت‌های محقق در نشست محبان اهل البیت
محقق در یک نشست بنام محبان اهل بیت در قوس/آذر ۱۳۹۶ که در ایران برگزار شده بود، سربازانی که علیه داعش جنگیده بودند را ستایش کرد. صحبت‌های وی با واکنش منفی بسیاری از سیاسیون و مردم افغانستان روبرو شد، بسیاری از مخالفان، صحبت‌های محقق را در تضاد با منافع ملی قلمداد کردند. با این حال و با توجه به این واکنش‌ها محقق در روزهای بعد از بخشی از اظهارات خود دفاع کرد.

## انتخابات ریاست‌جمهوری ۱۳۹۸
محمد محقق به همراه یونس قانونی به عنوان معاونین محمد حنیف اتمر دسته‌انتخاباتی «صلح و اعتدال» را تشکیل دادند و برای انتخابات ریاست جمهوری ثبت نام کردند. محمداشرف غنی چند روز پس از پایان مهلت ثبت‌نامِ نامزدها حکم به برکناری محقق را به اساس فقره سیزده ماده ۶۴ قانون اساسی داد اما رئیس اجرائیه کشور و محمد محقق مدعی شدند که دولت بر اساس موافقتنامه تشکیل دولت وحدت ملی روی کار آمده‌است و برکناری محقق خلاف این توافق‌نامه است، و رئیس‌جمهور حق برکناری وی را ندارد. و مدتی بعد از عزلش توسط رئیس‌جمهور به دفترش حضور یافت.